# Вулиця Поперечна (Львів)
Вулиця Поперечна — вулиця у Франківському районі міста Львова, місцевість Богданівка. Сполучає вулиці Робітничу та Зв'язкову. Прилучається вулиця Христо Ботева.

## Історія та забудова
Вулиця виникла наприкінці 1920-х років в межах підміського села Богданівка, тоді ж отримала сучасну назву. Забудована одно- та двоповерховими будинками 1930-х років у стилі конструктивізм.
Дослідник львівських вулиць Борис Мельник в «Довіднику перейменувань вулиць і площ Львова» вказує Поперечну як зниклу вулицю, що у повоєнний час стала частиною вулиці Робітничої. Втім, у сучасніших довідниках та на офіційних сайтах вулиця Поперечна подається як окремий урбанонім.